# Lars Waldenström
Lars Waldenström, född den 13 november 1912 i Malmö, död den 8 december 2007 i Lidingö, var en svensk företagsledare. Han var son till Martin Waldenström.
Waldenström avlade juris kandidatexamen 1937 och bedrev språkstudier i England och Frankrike 1937–1938. Han var sekreterare i Statens krigsförsäkringsnämnd 1939–1946, ombudsman och sekreterare i Sveriges foderämnes- och spannmålsimportörers förening 1942–1944, verkställande direktör för dess inköpsaktiebolag 1944–1947, för Svenska  kvarnföreningen 1947–1953, för Lawal handelsaktiebolag och Tre rosor handelsaktiebolag 1954–1966 samt för Lawal Ekonomi och Juridik från 1967.